# Ophiopsis
Ophiopsis is een geslacht van uitgestorven straalvinnige beenvissen dat behoort tot de familie Ophiopsidae. Exemplaren zijn bekend uit de Solnhofen-formatie uit het Tithonien van Beieren, Duitsland. Het leefde in het Laat-Jura (Kimmeridgien - Tithonien, ongeveer 150 - 145 miljoen jaar geleden) en zijn fossiele overblijfselen zijn gevonden in Duitsland en Frankrijk.

## Naamgeving
Het geslacht Ophiopsis heeft een zeer gecompliceerde taxonomische geschiedenis. Ophiopsis muensteri uit het Laat-Jura van Duitsland werd voor het eerst beschreven in 1843 door Louis Agassiz. De geslachtsnaam is een combinatie van het Grieks ophis, 'slang', en opsis, 'uiterlijk'. De soortaanduiding eert Georg Graf von Muenster. 
Talloze andere soorten werden aan dit geslacht toegeschreven, zowel door Agassiz zelf als door latere auteurs, waaronder Ophiopsis procera, Ophiopsis procerus, Ophiopsis tenuisserata, Ophiopsis serratus, Ophiopsis serata, Ophiopsis intermedia, Ophiopsis guigardi en Ophiopsis macrodus, welke vermoedelijk synoniemen van elkaar zijn. Ophiopsis attenuata was een mogelijke geldige soort met als synoniem Ophiopsis aequalis.
Lange tijd werd aangenomen dat de typesoort van dit geslacht Ophiopsis procera was. De soort Ophiopsis muensteri daarentegen werd ten onrechte toegeschreven aan het geslacht Furo. Pas in 2015 bracht een onderzoek naar de verschillende soorten Ophiopsis belangrijke verschillen aan het licht tussen Ophiopsis muensteri en de later beschreven soorten; toen werd het geslacht Ophiopsiella opgericht voor alle soorten, behalve Ophiopsis muensteri (Lane & Ebert, 2015). Bovendien werd Furo praelongus uit het Franse Laat-Jura, die niet van Ophiopsis muensteri te onderscheiden was, ook aan deze soort toegeschreven (Lane & Ebert, 2012). Ophiopsis sauroides is een mogelijk jonger synoniem van Furo philpotiae.

## Beschrijving
Deze vis was ongeveer vijftig centimeter lang en had een slank en langwerpig lichaam. De borstvinnen waren langwerpig en smal, bijzonder ontwikkeld, ongeveer even lang als de schedel. De rugvin bevond zich relatief naar achteren langs het lichaam en werd ondersteund door stralen waarvan de lengte regelmatig naar achteren afnam. De anaalvin en de buikvinnen waren vrij klein, terwijl de staartvin semi-heterocercaal was en uitgerust met een meer ontwikkelde bovenkwab. Alle vinnen, met uitzondering van de borstvinnen, waren omzoomd door een reeks fulcra. De schubben die het lichaam bedekten waren glad en vierhoekig. Het schedelgewelf bestond voornamelijk uit twee lange en smalle voorhoofdsbeenderen, met elkaar verbonden door een rechtlijnige beennaad. De kaak was slank, slank naar voren maar met een diepe achterste bovenhoek.

## Fylogenie
Ophiopsis behoort tot de Ionoscopiformes, een groep roofvissen uit het Mesozoïcum die in de verte verwant zijn aan de huidige Amia calva; Ophiopsis muensteri lijkt het meest basale lid van de familie Ophiopsidae te zijn, vanwege enkele kenmerken, zoals de aanwezigheid van een sensorisch kanaal langs de kaak (Lane & Ebert, 2012).